# Puchar Priemjer-Ligi
Puchar Priemjer-Ligi w piłce nożnej (ros. Кубок Премьер-Лиги) – cykliczne rozgrywki piłkarskie, przeprowadzane systemem pucharowym, organizowane jedynie w sezonie 2003 przez Rosyjską Piłkarską Premier-Ligę dla rosyjskich, męskich, profesjonalnych drużyn klubowych z Premier-Ligi.

## Historia
W 2003 po raz pierwszy i dotychczas jedyny trofeum zdobył Zenit Petersburg. Rozgrywki nie cieszyły się popularnością wśród klubów i kibiców, a w kolejnym sezonie RFPL odmówiła ich przeprowadzenia, powołując się na "duże zagęszczenie meczów w mistrzostwach Rosji i priorytetowe znaczenie interesów reprezentacji".

## Format
W rozgrywkach wzięło udział wszystkie 16 drużyn rosyjskiej Premier-Ligi. Puchar był rozgrywany w systemie pucharowym, a drużyny rozgrywały po dwa mecze w każdej rundzie. Liczba zmian w meczu została zwiększona do pięciu. Zdobywca nie reprezentował kraju w rozgrywkach Pucharu UEFA. Puchar Priemjer-Ligi rozgrywany był systemem dwumeczowym w dniach, kiedy występowała reprezentacja Rosji, dlatego często w meczach uczestniczyły drużyny rezerwowe.

## Zwycięzcy i finaliści
| Sezon                                          | K   | K                                                | T | Zwycięzca        | Wynik | Finalista                | Data, miejsce                                     | Br. | Król strzelców     | Uwagi              |
| Puchar Priemjer-Ligi (ros. Кубок Премьер-Лиги) |     |                                                  |   |                  |       |                          |                                                   |     |                    |                    |
| 2003                                           |     |                                                  | 1 | Zenit Petersburg | 3:0   | Czernomoriec Noworosyjsk | 9.09.2003, Stadion Pietrowski, Petersburg, 10.000 | 4   | W. Radimow (Zenit) | 16 drużyn; 4 rundy |
| 2003                                           | 2:2 | 9.10.2003, Stadion Centralny, Noworosyjsk, 4.000 | 1 | Zenit Petersburg |       | Czernomoriec Noworosyjsk |                                                   | 4   | W. Radimow (Zenit) | 16 drużyn; 4 rundy |

## Statystyka

### Klasyfikacja według klubów
W dotychczasowej historii oficjalnych rozgrywek o Puchar Priemjer-Ligi na podium oficjalnie stawało w sumie 2 drużyny. Zenit Petersburg wygrał trofeum 1 raz.
Stan na 19.04.2023 
| Lp. | Klub                     | Zdobywca | Finalista              | Zwycięskie sezony | Przegrane finały |   |   |      |  |
| --- | ------------------------ | -------- | ---------------------- | ----------------- | ---------------- | - | - | ---- |  |
| Lp. | Klub                     | 1.       | Zenit Sankt Petersburg | Zwycięskie sezony | Przegrane finały | 1 | 0 | 2003 |  |
| 2.  | Czernomoriec Noworosyjsk | 0        | 1                      |                   | 2003             |   |   |      |  |

### Klasyfikacja według miast
Stan na 19.04.2023 
| Miasto     | Liczba tytułów | Kluby                      |
| ---------- | -------------- | -------------------------- |
| Petersburg | 1              | Zenit Sankt Petersburg (1) |